# Estádio Recep Tayyip Erdoğan
O Estádio Recep Tayyip Erdoğan é um estádio de futebol localizado em Beyoğlu, distrito da cidade de Istambul, na Turquia. Inaugurado em 27 de agosto de 2005, sua capacidade máxima é de 14 234 espectadores. Atualmente, é o local onde o Kasımpaşa, tradicional clube de Istambul, manda seus jogos oficiais por competições nacionais.

## Homenagem
No momento de sua inauguração em 2005, o estádio foi batizado com o nome do então primeiro–ministro e atual presidente turco Recep Tayyip Erdoğan, que nasceu e viveu sua infância e adolescência em Beyoğlu, tendo sido, inclusive, atleta do Kasımpaşa. Com o novo estádio, o clube experimentou um crescimento dentro do cenário do futebol turco, passando a participar de forma contínua na Süper Lig com desempenho mediano nas últimas temporadas.

## Infraestrutura

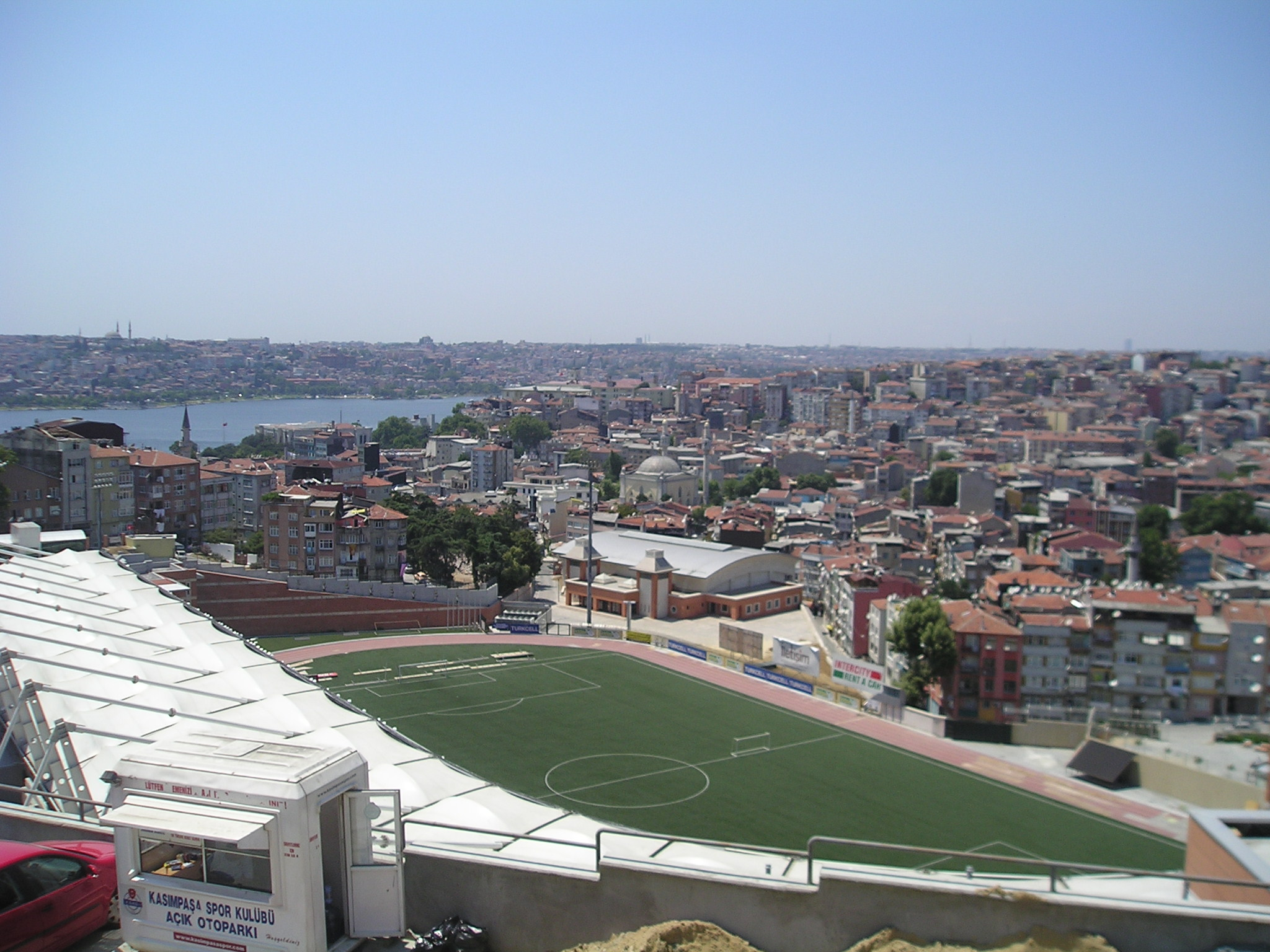
Arquitetura original do estádio antes de sua reforma e ampliação

Após 5 anos de operação, o estádio passou por uma remodelação completa entre 2010 e 2012: a pista de corrida foi removida, o campo foi trazido para mais perto da arquibancada única original e novas arquibancadas foram construídas. Graças a elas, a capacidade máxima do estádio subiu para os atuais 14 234 lugares. Nos arredores do estádio, foram construídos escritórios administrativos e centros de treinamento para abrigar as modalidades esportivas praticadas pelo clube, que se estendem para além do futebol.